# 北海道フリーパス

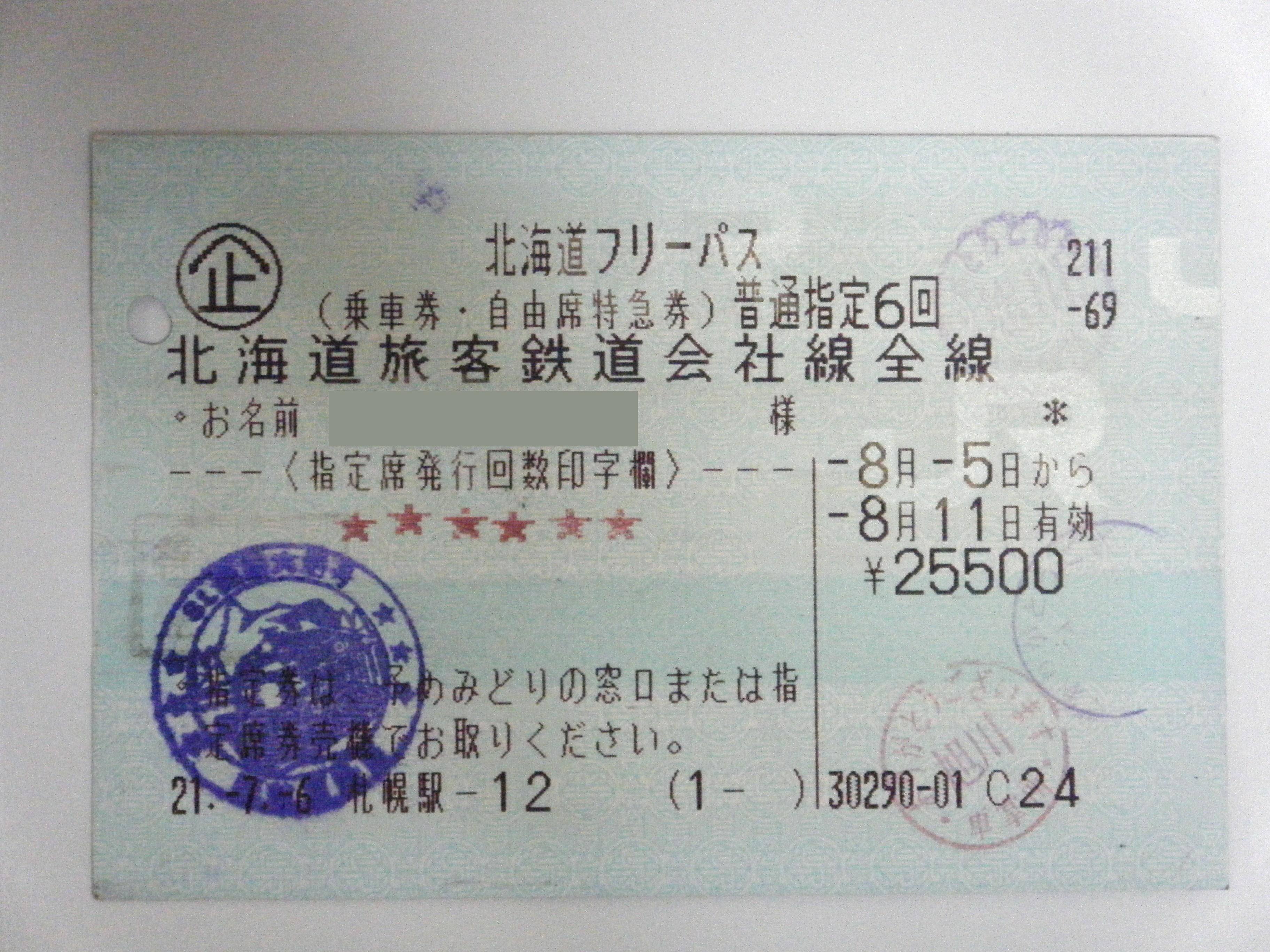
北海道フリーパス（マルス発行） - 2009年発行の普通車用。指定券発行はその都度★マークが印字される

北海道フリーパス（ほっかいどうフリーパス）は、北海道旅客鉄道（JR北海道）が発売する特別企画乗車券である。本項では、2020年より期間限定で発売された「HOKKAIDO LOVE! 6日間周遊パス」、名称変更前の「北海道フリーきっぷ」、かつて発売されていた2人用の「北海道ペアきっぷ」についても記述する。
JR北海道管内の在来線全線とジェイ・アール北海道バスの一般路線バス全線が連続する7日間乗り放題となる乗車券である。なお使用開始前に氏名を記入する必要があり、使用開始後の本券を有効期間内に第三者へ譲渡・転売し使用することは認められていない。

## 2024年現在の設定

JR北海道全線

北海道内の在来線特急・急行・快速列車の普通車指定席を最大6回まで利用することが可能である。特急・急行・普通列車の自由席は何度でも利用できる。
指定席を7回以上する場合、7回目からは運賃のみ有効で別途、無割引の料金が必要。
グリーン車を利用の場合は、運賃のみ有効で別途、グリーン料金の他、特急料金も必要である。
SL冬の湿原号を利用の場合は、運賃のみ有効で別途、指定席料金が必要となる。
2024年3月16日より、全車指定席となる特急「北斗」「すずらん「おおぞら」「とかち」の普通車指定席は、指定席券の発券回数を消費することなく普通車の空席を利用可能となる。
北海道新幹線および道南いさりび鉄道線は利用できない。
バス路線は、他社と共同運行を行う都市間バス路線の「高速おたる号」・一般路線バスの「空知線」の一部はジェイ・アール北海道バス担当便のみ利用可能。「高速あさひかわ号」・「流氷もんべつ号」・「ポテトライナー」・「高速えりも号」・「高速ひろおサンタ号」・「特急ひだか優駿号」・「特急とまも号」は利用できない。

### 発売価格
（2025年4月1日現在）
大人： 29,000円（「えきねっと」では28,000円）
小人設定なし。

### 利用制限期間
- 4月27日-5月6日
- 8月10日-19日
- 12月28日-翌年1月6日

有効期間が利用制限期間にまたがる場合、利用制限期間日数相当の延伸は行わない。
- 例：4月23日から使用開始すると、有効期間は4月23日 - 26日、5月7日 - 9日にはならず、4月23日 - 26日の4日間となる。

### 発売箇所
利用開始日の1か月前よりJR北海道のみどりの窓口、指定席券売機および同社管内の主要旅行会社で発売。利用日当日の購入も可能。また、「えきねっと」での購入もできるが、きっぷの受取りはJR北海道の駅のみどりの窓口または指定席券売機に限られる。
- 2022年4月時点では西日本旅客鉄道（JR西日本）を除くJR旅客鉄道5社の窓口での購入が可能。JR西日本管内では2013年4月1日から2021年12月21日までの間窓口でも発売されていたが、2021年12月22日以降は「みどりの券売機」でのみ購入が可能となっている。
- その後、2022年12月20日をもって九州旅客鉄道（JR九州）での発売を終了し[2]、残るJR4社についても2025年1月19日をもって発売を終了した[1][3]。

## 歴史

### 発売開始

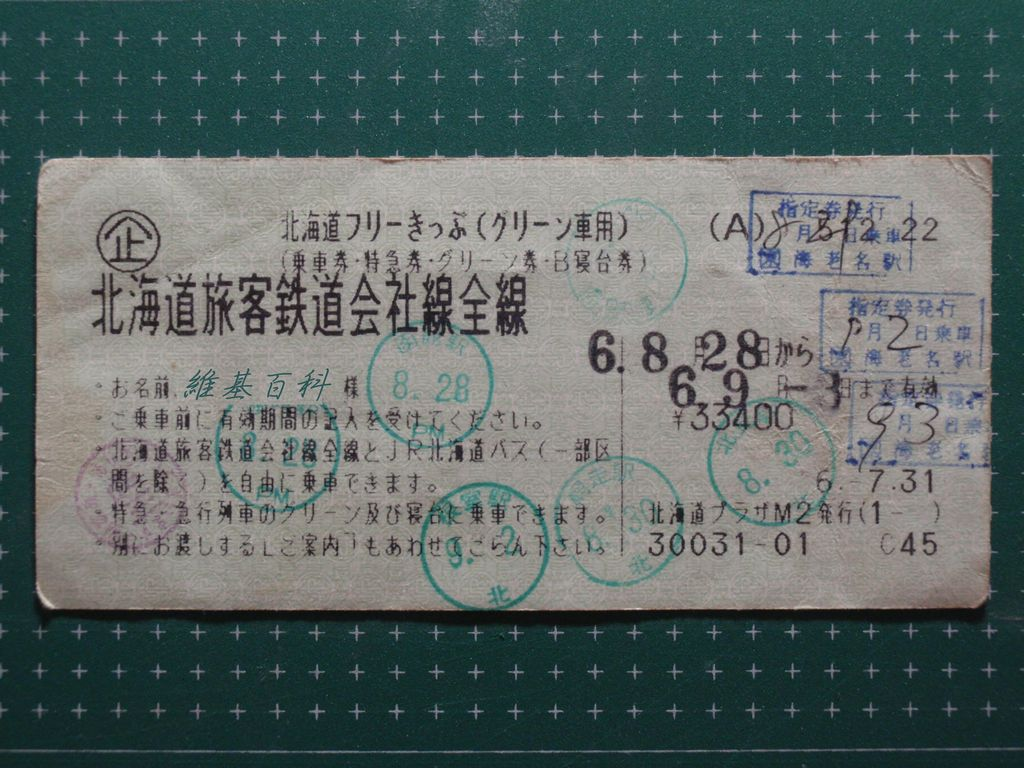
北海道フリーきっぷ（1994年発行のグリーン車用）

1986年（昭和61年）2月1日に国鉄北海道総局の特別企画乗車券（後に記名式）の1種で連続する5日間（後に7日間）乗り放題の乗車券として発売開始。発売当初は1人用が「北海道フリーきっぷ」、2人用は「北海道ペアきっぷ」であった。いずれも普通車用のほかにグリーン車用も発売されており、グリーン車用ではB寝台車も利用できた。
ただし、普通車用・グリーン車用のいずれも、本券の提示だけで指定券の発行や乗車できるのはJR北海道内の特急・急行列車に限られ、本州からの直通列車の寝台では乗車券としてのみ有効であった。
1994年6月当時の発売価格は以下の通り。
- 1人用「北海道フリーきっぷ」
普通車用22,500円・グリーン車用33,400円
- 2人用「北海道ペアきっぷ」
普通車用41,100円・グリーン車用60,600円

### 名称変更

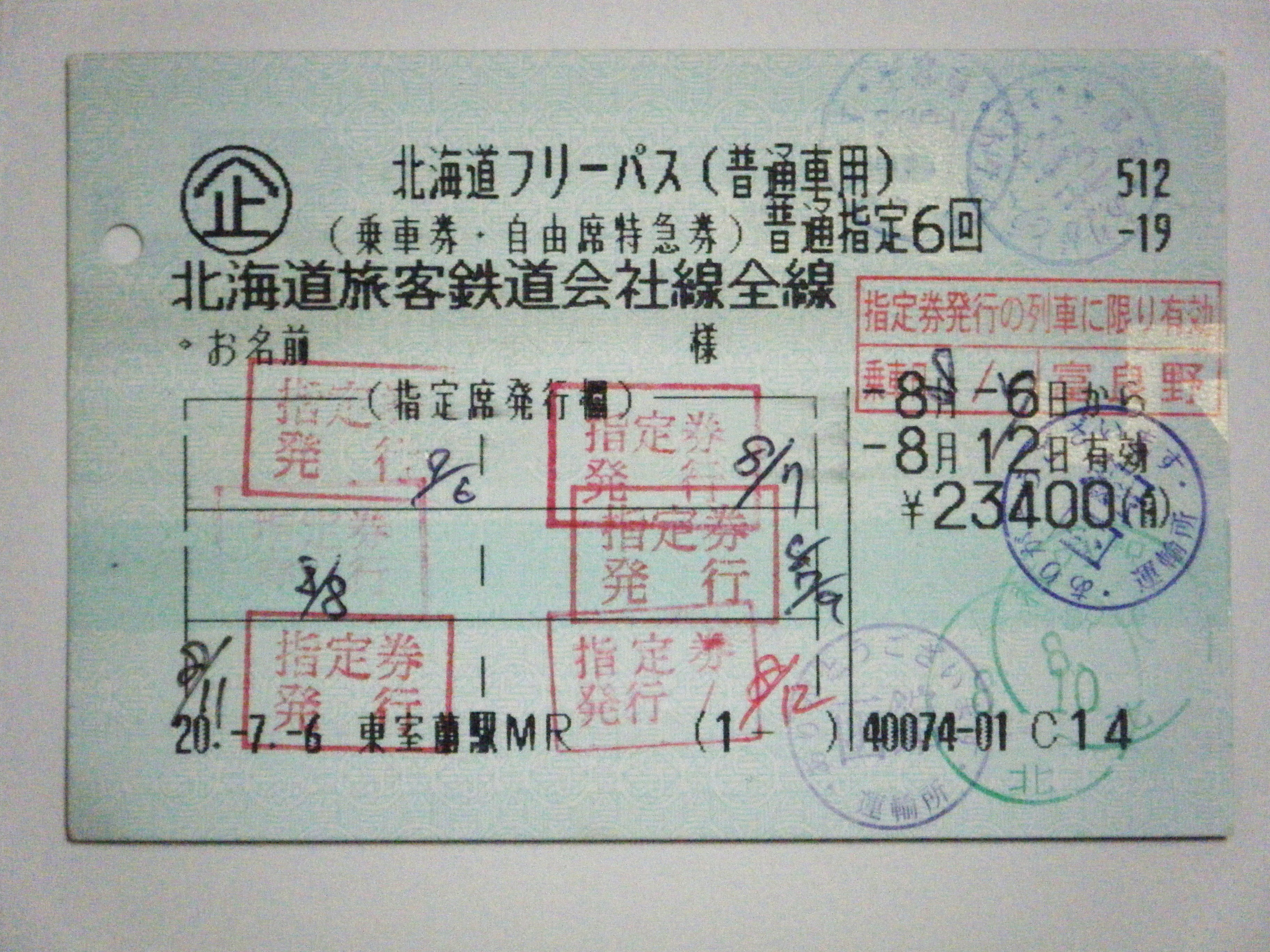
北海道フリーパス（2008年発行の普通車用）この年まで、駅員が指定券発行の都度スタンプを押していた

2005年4月1日発売分より現行の名称に統一された。当初は普通車用とグリーン車用、一人用と二人用の組み合わせで発売されていたが、2006年11月30日利用開始分をもって二人用の発売が終了、2009年3月31日使用開始分を最後に、グリーン車用の発売は終了となり、普通車用のみの設定となる。
名称変更直後は特に指定席券等の発行枚数に制限はなかったが、2006年12月1日利用開始分より販売額が若干減額されたが、6回までの指定席券等の発券枚数の制限が設けられた。
「北海道フリーきっぷ・ペアきっぷ」「北海道フリーパス（指定券の利用回数制限無し）」は全券種の常備券が設定されていたが、指定席利用回数制限導入後は廃止された。

### 北海道新幹線開業に伴う変更
2016年3月26日の北海道新幹線の開通に伴って海峡線から在来線定期旅客列車が無くなり、同時に江差線が道南いさりび鉄道に転換されてJR北海道の路線では無くなったため、在来線区間の中小国 - 木古内 - 五稜郭間は本パスでは利用できなくなった。また、北海道新幹線は本パスの有効エリアとはならなかったため、本パスのみで本州方面から北海道に渡ることはできない（本パスは木古内駅を除く北海道内のJR北海道の駅からのみ利用可能）。

## HOKKAIDO LOVE! 6日間周遊パス
2020年より流行した新型コロナウイルスによる交通・観光需要の減少を受け、北海道による「ぐるっと北海道・公共交通利用促進キャンペーン」を活用し、2020年7月17日より期間限定で発売された。その後2021年、2022年、2023年にも発売された。
利用可能な路線は北海道フリーパスと同一だが、以下の点が異なる。
- 有効期間は6日間。
- 指定席が利用可能な回数は最大4回。
- JR北海道のみどりの窓口や、北海道内の旅行会社等でのみ発売。
- 利用開始日当日の購入は不可。
- 北海道フリーパスの利用制限期間にまたがる利用も可能。（2021年以降）

また北海道からの補助金を受けた商品であることから、補助金が上限に達した時点で発売終了となる。

### 発売価格
大人： 12,000円
小人設定なし。

### 発売期間
| 回次 | 発売期間                      | 利用可能期間                 | 実際の発売期間                |
| ---- | ----------------------------- | ---------------------------- | ----------------------------- |
| 1    | 2020年7月17日-2021年1月25日   | 2020年7月23日-2021年1月31日  | 2020年7月17日-2020年9月29日   |
| 2    | 2021年11月5日-2022年2月28日   | 2021年11月6日-2022年3月31日  | 2021年11月5日-2022年1月26日   |
| 3    | 2022年3月25日-2022年8月31日   | 2022年3月26日-2022年9月30日  | 2022年3月25日-2022年7月8日    |
| 4    | 2022年9月1日-2022年12月31日   | 2022年9月2日-2023年1月31日   | 2022年9月1日-2022年10月21日   |
| 5    | 2022年11月28日-2022年12月11日 | 2022年11月29日-2023年1月16日 | 2022年11月28日-2022年12月11日 |
| 6    | 2023年2月1日-2023年2月28日    | 2023年2月2日-2023年3月31日   | 2023年2月1日-2023年2月17日    |

### 発売箇所
利用開始日の1か月前から前日まで、JR北海道のみどりの窓口（奥津軽いまべつ駅を含む。指定席券売機でも購入可）、北海道内の旅行センターおよび主要旅行会社で発売。前述の通り利用開始日当日の購入は不可。